# Dicranella caldensis
Dicranella caldensis är en bladmossart som beskrevs av Johan Ångström 1876. Dicranella caldensis ingår i släktet jordmossor, och familjen Dicranaceae. Inga underarter finns listade i Catalogue of Life.